# 2,1-苯并异𫫇唑
2,1-苯并异𫫇唑是一种有机化合物，化学式为C7H5NO。它是三种结构异构体中稳定性最差的物种。它可由2-硝基苯甲醛氢化还原或用氯化亚锡还原制得。
它和丙二腈在乙醇中反应，可以得到2-氨基喹啉-3-甲基-N-氧化物。